# No Complaints
No Complaints è un singolo del produttore discografico statunitense Metro Boomin, pubblicato il 23 giugno 2017 dalle etichette discografiche Boominati e Republic Records.

## Tracce
Testi di Kiari Cephus, Aubrey Graham, musiche di Metro Boomin.
1. No Complaints – 4:25

## Classifiche

### Classifiche settimanali
| Classifica (2017)                 | Posizione massima |
| --------------------------------- | ----------------- |
| Canada                            | 51                |
| Stati Uniti                       | 71                |
| Stati Uniti (R&B/Hip-Hop)         | 31                |
| Stati Uniti (R&B/Hip-Hop Airplay) | 44                |

### Classifiche di fine anno
| Classifica (2017)         | Posizione |
| ------------------------- | --------- |
| Stati Uniti (R&B/Hip-Hop) | 99        |